# チェロソナタ (ドビュッシー)
クロード・ドビュッシーのチェロ・ソナタ（仏語：Sonate pour violoncelle et piano）ニ短調は、作曲者の最晩年の作品であり、「さまざまな楽器のための6つのソナタ 'Six sonates pour divers instruments '」の一部をなすものとして構想が練られた。しかしながらドビュッシーに完成することができたのは、《ヴァイオリン・ソナタ》と《フルート、ヴィオラとハープのためのソナタ》、そして本作の3曲だけであった。《チェロ・ソナタ》は1915年に作曲され、簡潔で長くないことで知られており、たいていの演奏は全曲を通しても10分強しかかからない。

## 楽曲構成
1. 「プロローグ」ラン（ゆっくりと） Prologue : Lent
2. 「セレナード」モデレマン・タニメ（程よく活き活きと） Sérénade : Modérément animé
3. 「終曲」アニメ、レジェ・エ・ネルヴー（活き活きと、軽やかに敏感に）～レント（緩やかに） Final : Animé, léger et nerveux - Lento

セレナードと終曲はアタッカで結合されている。ドビュッシーはソナタ形式を使わずに、18世紀前半の単主題的なソナタ、とりわけフランソワ・クープランの作例の影響のもとで楽曲を構成している。教会旋法と全音音階、五音音階、イベリア的な情緒の利用が著しく、ドビュッシーの典型的な作風を示している。短いながらもチェロの幅広い演奏技巧が駆使され、左手のピチカート、スピッカート、フラウタンド奏法、ポルタメントが認められる。しごく当然のことながら、チェロのヴィルトゥオーソのために作曲された作品となっている。